# 穢翼のユースティア
『穢翼のユースティア』（あいよくのユースティア）は、オーガストより2011年4月28日に発売されたアダルトゲームである。2014年6月26日にはPlayStation Vita移植版の『穢翼のユースティア Angel's blessing』がdramatic createより発売された。2022年6月23日にはPlayStation 4/Nintendo Switch移植版の『穢翼のユースティア』がエンターグラムより発売された。

## 概要
2009年末開催のコミックマーケット77で配布されたオーガストオフィシャルハンドブックにて制作が発表された。この時点ではまだ題名は伏せられており、2010年2月19日、オーガスト公式ホームページ上でタイトルが発表された。
2011年3月25日に初回限定版の発売が予定され、3月8日にマスターアップが発表された。しかし3月15日、同年3月11日に発生した東日本大震災の影響により発売延期することが公式サイトより告知された。結局当初の予定より約1ヵ月遅い4月28日に発売された。
主に『FORTUNE ARTERIAL』や『夜明け前より瑠璃色な』といった明るい学園モノ（もしくはそれに準ずる作品）を手がけてきたオーガストだが、本作は退廃的な世界観をベースにシリアスかつハードなストーリーを盛り込んだ異色作にして意欲作であり、残酷な表現も多く見られる。また、娼婦や媚薬などといった要素も取り扱われている。シナリオ構成も連続して1つのストーリーを構成しており、結ばれるエンディングがそこから分岐する形になっているため、各エピソードの結末で結ばれない展開を選ばないと次のエピソードに進むことができない。
最終エンドで「TRUEストーリー」が展開することもなく、また主人公と結ばれてグランドフィナーレという展開ではないという点でも、従来のオーガスト作品とは趣を異にする。基本解像度が16：9になったことなども、変更点として挙げられる。

## ストーリー
《ノーヴァス・アイテル》は、かつて人間が神に見捨てられ、世界が混沌の濁流に飲み込まれた時、聖女イレーヌが神に許しを請い、それを受けいれた神によって空に浮かせられた都市である。以後数百年、代々引き継がれた聖女イレーヌの力によって、この浮遊都市は守られてきた。《ノーヴァス・アイテル》には貴族が住む上層と、民衆が住む下層の2つの区域があった。
10数年前、《終わりの夕焼け（トラジェディア）》と呼ばれる光が天蓋を覆い、《ノーヴァス・アイテル》の下層の一部が地盤沈下した。後に《大崩落（グラン・フォルテ）》と呼ばれるこの悲劇では多くの人々が死に、生き残った人々の生活も激変させた。地盤沈下した区域は後に「牢獄」と呼ばれるようになる。牢獄の周囲は断崖絶壁となり、他の層とは容易に行き来ができなくなった。
国が《特別被災地区》として見放し、無秩序状態に陥った牢獄で、ボルツ・グラードは《不蝕金鎖》（ふしょくきんさ）と呼ばれる組織を作り、下層との物資をやり取りする仕組みを作って物流を独占した。そして手をこまねくだけの取り残された役人に代わって規律を作り、復興に尽力することによって、牢獄の事実上トップの組織となった。今でも《不蝕金鎖》は牢獄を支えている。
かつて《不蝕金鎖》で暗殺者として働いていたカイムは、今は娼館街の何でも屋として生きている。ある日、ボルツの息子で《不蝕金鎖》の頭であるジークフリードから依頼を受け、上層から売られた女性たちを連れて牢獄へ向かう馬車を迎えに行ったが、そこで見たのは女性たちの惨殺死体であった。その中で1人だけ生きていたのは、背中に羽が生える羽化病に罹患した少女ユースティアであった。

## 登場キャラクター
※キャストはPCゲーム版 / PS Vita版・ドラマCD版の順。

### メインヒロイン
ユースティア・アストレア (Eustia Astraea)
声 - 森保しほ / 南條愛乃 / 麦畑穂香（コラボ）
本作のヒロイン。
誕生日 - 3月14日（うお座） 血液型 - A型 身長 - 149.6cm スリーサイズ - 79C/54/80 体重 - 39.1kg テーマ曲「Far Afield -ファー・アフィールド-」
羽化病に罹患している少女。上層で貴族の使用人として働いていたが牢獄に売り飛ばされ、娼婦として連れてこられる途中で起きた惨殺事件に遭遇したカイムにより引き取られる。愛称はティア。ユースティアという名前しか覚えていなかったため、カイムによってアストレアの姓を与えられた。
使用人時代は暴力を受けていたせいか、常におどおどとして自主性に欠け、すぐに謝る癖がある。性格自体は明るく純粋で、やや能天気なところがある。使用人生活が長かったため、家事は一通りこなせる。
正体は、都市を浮かせている、人から天使となった初代聖女イレーヌ・アナスタシアが、自分の代わりに、都市にいる自分を裏切った人間を抹殺するために、大崩落の際にクルーヴィスの胎を利用して生み出した(と思われる)、イレーヌの代行者。ティアのルートでは、最後に都市を下界に降ろすために地上の全てを浄化したため、肉体を失ってしまった。
オフィシャルサイトで行われた女性キャラクターの人気投票では3位にランクインした。
エリス・フローラリア (Eris Floralia)
声 - 篠宮聖美 / 浅川悠
誕生日 - 2月5日（みずがめ座） 血液型 - B型 身長 - 158.8cm スリーサイズ - 92E/56/85 体重 - 46.3kg テーマ曲「Una Atadura -ウナ・アタデューラ-」
娼婦街に住む女医。美人ではあるが愛嬌がなく、沈着冷静で無愛想かつ毒舌。古井戸のような瞳が特徴。
娼婦になる直前だった7年前、カイムに身請けされ、カイムの家に住んでいた。医学の知識を身に着けた3年前、カイムから自由に生きろと言われたが拒否。妥協案として現在は別の家に住み、定期的にカイム宅を訪れては炊事洗濯をしている。しかし家事自体はあまり得意ではない。料理の腕は下手だが、薬の調合は上手。
カイムに親しく近づく女性には敵意を見せる。特にカイム宅に住み、自分の代わりに料理を作ることとなったティアは目の敵にし、「小動物」と呼んでいる。
牢獄では唯一の女医であり、娼婦からは信頼されている。腕は確かだが、代金は生活できる程度しか受け取っていない。カイムが彼女を身請けした理由は彼女の両親を殺した罪悪感からくる罪滅ぼしである。
オフィシャルサイトで行われた女性キャラクターの人気投票では、得票数がティアを若干下回ったものの4位にランクインした。
聖女イレーヌ (Saint Irene)
声 - 遠野そよぎ / 岡嶋妙
誕生日 - 10月20日（てんびん座） 血液型 - A型 身長 - 155.3cm スリーサイズ - 80B/55/82 体重 - 42.7kg テーマ曲「Saint Twinkle -セント・トゥインクル-」
《ノーヴァス・アイテル》唯一の宗教組織「聖イレーヌ教会」、その信仰の頂点に存在する第29代目の聖女。通称《盲目の聖女》と呼ばれ、歴代の聖女の中でも群を抜いた人気がある。上層にある大聖堂の聖殿に住んでいる。本名はコレット＝アナスタシア。初代聖女イレーヌの子孫にあたる。そのため、彼女の声を聞くことができた。
先代の聖女が《大崩落》の責を、自らの命を持って償った後、現在の地位に就いた。聖女に即位してすぐに大熱で盲目となったが、聖域ではなぜか眼が見える。信仰心にあふれているが、負けず嫌いなど年相応のところもある。頑固で、一度決めたことは梃子でも動かない筋金入り。神官長とは常に衝突しており、仲が非常に悪い。常に側にいるお付きのラヴィリアには、辛く当たることも多々ある。
学習能力は高く、チェスで同じ失敗をすることはないが、カイムにはいつも負けている。カイムとアイリス曰く、「才能はあるが、手が安直過ぎる」とのこと。
オフィシャルサイトで行われた女性キャラクターの人気投票では、5位にランクインした。
リシア・ド・ノーヴァス・ユーリィ (Licia de novus Yurii)
声 - 海老原柚葉 / 中村繪里子
誕生日 - 8月16日（しし座） 血液型 - AB型 身長 - 146.0cm スリーサイズ - 73A/52/76 体重 - 37.7kg テーマ曲「Innocence -イノセンス-」
《ノーヴァス・アイテル》を統治するノーヴァス王家の第一王女。現国王である父ゲオルグ・ド・ノーヴァス・ハドリアヌスⅢが幼少のころより病床に伏しているため、代わりに政を執り行っている。
下々の生活を知りたいと、時々召使に扮し、掃除・洗濯などを自ら行っている。しかし、ヴァリアスに見つかり叱咤されるも突っぱねることも。牢獄で過ごしてきたカイムの話に興味持ち始める。下々の生活が知りたいと言ってはいるが、実際は執政公ギルバルトや堕落した貴族の報告をそのまま鵜呑みにしており、牢獄での実情を全く知らないでいた。
オフィシャルサイトで行われた女性キャラクターの人気投票では得票数が僅差でフィオネを上回り、1位の栄冠に輝いた。
フィオネ・シルヴァリア (Fione Silvaria)
声 - 橘桜 / 斎藤佑圭
誕生日 - 11月9日（さそり座） 血液型 - O型 身長 - 162.6cm  スリーサイズ - 87D/57/83 体重 - 48.9kg テーマ曲「Rain -レイン-」
防疫局強制執行部特別被災地区隊の隊長。羽化病を発症した人々を保護（隔離）し、治癒院へ送る仕事であり、牢獄では「羽狩り」と呼ばれている。清廉な性格の持ち主で、自らの仕事については寸分の疑いも挟まず、常に正論を口にしている。その性格ゆえ、頑固で融通が利かない。住居は下層にある。母は3年前に他界。父は財務局の人間ですでに退官している。兄も元隊長だったが殉職している。
当初は「羽狩り」と呼ばれることを嫌い正式名称である「防疫局」と呼ぶように反論する場面が多々ある。しかし現在の仕事については、完全に割り切れていない。防疫局では周りが男性であったため、防疫局の制服と祭典用の服しか持っておらず、オシャレというものに無知だった。
オフィシャルサイトで行われた女性キャラクターの人気投票では、得票数が3位のティアを大きく引き離したものの僅差でリシアを下回り、2位となった。

### サブキャラクター
カイム・アストレア (Caim Astraea)
声 - 大石恵三 / 近藤隆
本作の主人公。
幼いころ《大崩落》に巻き込まれ、母親、兄と離れ離れになった。牢獄にたどり着いた後は娼館の下働きとして生き、女顔をしていたことから、いずれは男娼となる予定だった。しかし《不蝕金鎖》の先代に気に入られ、それからは暗殺者として働いてきた。先代の死亡を機に《不蝕金鎖》を抜け、現在は娼館街の用心棒かつ金で働く何でも屋として生きている。無愛想だが、娼婦たちからの人気は高い。
無反射加工のナイフが武器であり、二刀流で戦うほかに投擲用としても使用される。一般に兵士はそれらの変則的な攻撃に不慣れであり、カイム自身の技量もあって数人相手でも簡単に倒せる。
ナイフの扱いに長ける一方で長剣の扱いは不得手のようで、王城でのヴァリアスとの訓練用の剣を用いた手合わせの際には完敗している。
牢獄の厳しい環境を生き抜いてきたことから非常にシビアな価値観の持ち主で、《大崩落》以前は母親に「人間には誰にでも生まれた意味がある」と言い聞かされ育ってきたが、牢獄で人の命がいとも簡単に失われる様子を見続けたことからその言葉とは裏腹に「人間に生まれた意味なんてない」と諦めに近い思想を持つに至った。ティアがよく口にする「運命」という言葉についても懐疑的で、「どうしようもない過酷な現実を前にした人間が自分を誤魔化すために使う言葉」と認識している。
ルキウス・ディス・ミレイユ
声 - 沖野靖広 / 高橋広樹
防疫局局長を任されている貴族。顔立ちは整っているが、目と口元に意志の強さを感じさせる。若手の改革派であり、牢獄の惨状を少しでも改善したいと動いているため、ジークからは好印象を受けている。
初対面以降、何故かカイムに目をかけており、何かと協力してくれる。そしてカイムが都市の真実を探るため牢獄を出ようとした際には、本格的に協力関係となり、彼を自身の補佐官に任命することで上層にある自身の屋敷に住まわせ、また王城への登城権も与えた。
牢獄の惨状を変えるため、悪政を敷いている執政公ギルバルトを打倒するための武装蜂起を企てており、ギルバルトに反感を持つ貴族たちと密かに結託し、地道な基盤を作りあげていた。
その正体は《大崩落》で死亡したと思われていたカイムの兄・アイムであり、《大崩落》の際に運よく助かったところを養父にあたるネヴィル卿に拾われた。が、ネヴィルはギルバルトの奸計で要職を追われたことと《大崩落》で本当の息子であるルキウスを失ったことで精神を病んでおり、アイムのことをルキウスと思い込み、アイムに様々な虐待を加えながら、ルキウスとして育てた。
牢獄への積極的な援助からもわかる通り、元々は平民であったため基本的には民草の立場に立ち、貴族のためではなく民衆ためになる諸政策を積極的に推進する良心的な政治家である。しかし、その一方で、施政者として都市全体の利益とを秤にかけ、無慈悲な判断もためらいなく下すことができる冷酷な一面も持ち、牢獄民が反乱を起こした際には、反乱軍とはいえ自国の民を相手に積極的な攻撃命令が出せないでいるフィオネやリシアを尻目に容赦のない苛烈な攻撃命令を下した。
その冷酷さは滅亡の危機に瀕した都市を救うことを何よりの最優先事項としていることと「多数の人間を救うため必要ならば、少数の犠牲は容認する」という信念故である。
ギルバルトが行っていた天使の力を引き出す「実験」にも関与しており、ギルバルトの死後、引き継ぐ形で実験を進めることになるが、ギルバルトに力を奪われ続けた今の天使では都市を浮遊させ続けることは不可能と判断。いずれ訪れるであろう滅亡を防ぎ、都市を存続させるためティアを代わりの天使にしようとしたことで最終的にはカイムとは袂を分かつことになる。
ジークフリード・グラード
声 - 四季路 / 三木眞一郎
《不蝕金鎖》の2代目頭。通称ジーク。先代である父ボルツ・グラードが亡くなり、跡目を継いだ。カイムとは、先代が生きていたころから一緒に仕事をしていた。カイムが組織を抜けた今でも仕事を依頼したり、気軽に話をしたりするなどの仲である。
牢獄への積極的な救済を行おうとするルキウスの姿勢を評価しつつも、《不蝕金鎖》が築いた秩序を後からやってきた役人に丸ごと奪われてしまうことになるのでは、と危惧しているものの、牢獄を治めるためにルキウスと極秘裏に密会を続けていた。
ベルナド率いる《風錆》と《不蝕金鎖》の抗争が激化した際には、手段を選ばない《風錆》のやり方により、《不蝕金鎖》内に多くの死傷者や離反者を出すなど追い詰められるが、ルキウスと協力することで逆転。《風錆》の勢力を一掃した。
頻発する地震や崩落、そして、人を襲う謎の液体の出現で牢獄が恐慌状態に陥り、今にも暴動や反乱が起きかねない状況になると、当初は牢獄民を抑える立場に回っていたが、やがて、国は牢獄を見捨てるつもりだと判断。自らが首魁となり大反乱を起こした。
牢獄を出たカイムと久しぶりに再会した際には、彼が既に牢獄の人間ではなく貴族側の立場になってしまっていることと、盲信的にルキウスの方針に従うようになってしまっていることを見抜く。カイムのことを「自分の足をなくしてしまった」と失望混じりに評し、彼と決別する。
メルト・ログティエ
声 - 赤白杏奈 / 麻見順子
娼館街の入り口近くにある酒場「ヴィノレタ」の店主。かつては娼館街でナンバーワンの娼婦であったが、《不蝕金鎖》の先代に身請けされた。無駄に終わるとわかっていても、手を出さずにはいられない博愛主義者。先代から受けた恩を今でも忘れず、カイムやジークのことを姉的な立場から常に気にかけているが、からかうことも多い。娼婦時代には2人とも関係があった。
システィナ・アイル
声 - 藍きっか / 武田華
ルキウスに仕える副官。ルキウスに忠誠を誓っており、他の人には素っ気ない。武術の心得もあり、ルキウスの護衛もしている。
冗談の類が嫌いで、からかわれると敵意をむき出しにする。しかし、ルキウスにからかわれると頬を染めるなど年相応の反応を見せる。
実はギルバルトの義理の娘であり、元々、ルキウスのところへはスパイとして送り込まれた。しかし、義父ギルバルトが自分を「都合のいいように動く道具」としか見ていないことを知っており、同じように父親から「都合のいいように動く道具」になることを求められ悩んでいたルキウスに共感。彼に本心から忠誠を誓うようになった。以降はギルバルトに対してはスパイを続けているように見せかけつつも、ルキウスが不利になる情報は知らせずにいた。
ルキウスの命もあってカイムとは共に行動することも多いがウマはあわず、協力しながらも一貫して辛辣な態度を取る。カイムが主君であるルキウスの実の弟であることを知った時も、わざわざカイムに「貴方に敬意を払うつもりはない」と念押しする程であった。
ラヴィ / ラヴィリア
声 - 桐谷華 / 種﨑敦美
聖女イレーヌの世話係であり、神官との連絡係でもある聖職者。通称ラヴィ。イレーヌのことは絶対的に信頼しているが、気弱で押しが弱く、イレーヌと神官長たちの間で苦労している。聖職者として働いているためか、世事に疎い。
本来は彼女が29代聖女イレーヌとなる筈であったが、諸事情によりコレットが聖女となった。羽化病に感染しており、翼が大きくなる度に人知れず自ら切り落としていたが、ティアの治癒能力によって救われた。
サブヒロインで唯一、本編中に個別エンディングが用意され、回想もコレットと同枠とメインヒロインとの中間的な扱いとなっている。
クロ / クローディア
声 - 風華 / 本間ゆかり
娼館「リリウム」の娼婦。現在リリウムで最も人気がある。上品なたたずまいをしているが、ドSである。
リサ
声 - 波奈束風景 / 中島沙樹
娼館「リリウム」の娼婦。紫の髪をショートにしている。能天気なほど明るいが、頭のねじが外れたところがある。
アイリス
声 - 雪都さお梨 / 深田愛衣
娼館「リリウム」の娼婦。すでに娼婦でいることをあきらめ、誰に対しても常に気怠そうな口調で毒舌を吐く。黒髪のショートカットに青いリボンをしている。
元々は上層に住む貴族であったがギルバルトによる粛清で家系は没落し、娼婦にまで身を落とした。そのため、カイムの計らいで牢獄を訪れたリシアのあまりに現実を知らない気楽な態度を前に静かな怒気を露わにし、彼女に茶を投げ掛けた。そのことにリシアは大きなショックを受けるが、それは同時に彼女の成長のきっかけとなった。
ガウ・ルゲイラ
声 - 海原エレナ / 氷青
凄腕の女性剣士。素性を知る者は「バルシュタインの狂犬」と呼ぶ牢獄出身の暗殺者。執政公ギルバルトのもとで部下として動く。一時的にベルナドと協力していた。戦闘狂であり、殺人狂でもある危険人物。《大崩落》で牢獄に落ちて孤児となり、娼館に売られたが、教育係の男たちを殺して逃亡、以後暗殺者としての人生を歩き始める。牢獄の惨状の中で多くの人間の命があっさりと失われる様を見てきたことで「人間の生まれた意味は何だろう」と考えるようになり、人を殺し続けることでその答えを見つけようとしている。境遇の似ているカイムのことを気に入り、彼が答えを教えてくれるのではないかと執着する。
ギルバルトの配下ではあるものの、お気に入りのカイムがギルバルトに「リシアに余計な知識を吹き込む危険人物」と認識され暗殺されるのを防ぐため、あえてカイムとリシアの間に横やりを入れて遠ざけるなどの利敵行為も平然と行っており、忠誠を誓っているとは言い難い。
多くの人間を殺すために戦乱が起こることを望んでおり、ルキウスの逮捕をギルバルトに進言することでルキウスの武装蜂起のきっかけを作り、目論見通りにルキウスがギルバルト打倒のため軍を起こした際にはギルバルト軍の主力として参戦。数多の兵士を殺傷し、戦場をかき乱し、ルキウスの命を狙うが後一歩のところでカイムに阻まれる。その後、カイムと刃を交えた末に一時撤退した。隠し通路を通り王城に逃れたギルバルトに付き従い、追撃してきたカイムたちを待ち受け、彼らに最後の勝負を挑む。
ラング・スクロープ
声 - 杉崎和哉 / 谷山紀章
フィオネの部隊の副隊長。常に人を見下す態度をとるため、人望は薄い。
羽化病にかかった人間に母親を陵辱された過去があり、そのことで羽化病患者を「天使様のまがい物」と称して憎悪している。牢獄で正体不明の存在「黒羽」による連続殺人事件が発生した際にはそれに便乗し、黒羽の仕業に見せかけて羽化病患者を次々と殺害していた。最終的にカイムとフィオネにより犯行を暴かれ、捕縛されるが、連行される途中に隙を見て剣を奪い、周囲の人間への嘲笑をもらしながら自害した。
死後、彼の行っていた殺人については防疫局という組織への国民の信頼を揺るがしかねないため隠蔽されることになり、ラングは単に「不名誉除隊」という扱いになった。
ナダル・アトレイド
声 - 紀之 / 杉山紀彰
聖イレーヌ教会の大聖堂の神官長。聖協会の維持を第一としている。聖女とは意見の相違が多々見られ衝突が多く、付き人であり仲介人でもあるラヴィリアを度々叱りつけている。
規律を重んじるあまり融通は全く利かない。聖女に招かれ聖域にやってきたカイムとティアに対しては一応は敬意を払ってみせているものの、内心では懐疑心を抱いており何度も退去を促している。
教会の維持に必要な費用を寄付している貴族達との関係を良好に保とうとしており、執政公ギルバルトとも密会している。
ヴァリアス・メイスナー
声 - 一条和矢 / 同左
城内の治安を預かる近衛騎士団長。執政公であるギルバルト卿の娘婿。若くして国王陛下から取り立てられて信頼が厚く、リシアの教育も任されていた。剣技は現在でも団の中で一番であり、部下からの信頼も厚い。
おまけシナリオでは子供が生まれ、慌てて帰る際に拝領の剣を忘れる姿からリシア達全員に絶対に親馬鹿になると言われ、賭けにならない賭けの対象にされていた。
ギルバルト・ディス・バルシュタイン
声 - 長浜壱番 / 藤原啓治
ノーヴァス・アイテルにおける政治の頂点に立つ執政公。
病床の国王に代わり国政を仕切っているが、ほとんどが悪政で牢獄民の救済措置を行っていないにも拘らず、リシアには十分な措置を行っているなど虚偽の報告をしていた。自分の事を嗅ぎまわる者や疎ましく思った人物は、権力を笠に次々と消してきた。
ルキウスの父であり、先代の執政公であったネヴィルに最愛の女性クルーヴィスを実験台にされ失っており、そのことが原因でネヴィルを憎み、そして同時にクルーヴィスの復活だけを悲願とするようになる。
長い年月の末に謀略を用いてネヴィルから執政公の座を奪い取り、国王には毒を盛り重病の身とし、代わりに政治を行うことになる年若い王女リシアには偏った知識を植え付け自らの傀儡とし、政権を完全に掌握。クルーヴィス蘇生のため、《ノーヴァス・アイテル》全体を浮遊させている力の源である天使から大量のエネルギーを搾取。そのことが原因となり《大崩落》を巻き起こした。すなわち《大崩落》の元凶である。
しかし、それでもクルーヴィスは蘇生せず、《大崩落》という悲劇を起こした後も天使から力を奪い続け、結果、《ノーヴァス・アイテル》を浮遊させる力は徐々に減少。地震が頻発するようになり都市を滅亡寸前にまで追い込んでいる。本人はそのことを気に病むことはなくクルーヴィスの蘇生だけが悲願であり、そのために防疫局を創設、保護された大勢の羽化病患者たちを使って、治癒院にて人道無視の様々な人体実験も行っていた。
ルキウスのことは配下として重用しつつも、彼を中心とした一派が自分を排除しようとしていることには薄々感づいていた。しかし、挙兵の際の大義名分になり得る王女リシアは自分の傀儡であることや、王国の有力者であり軍事面での実力者であるヴァリアスも自分と親戚関係にあることから抱いていた自信による油断、スパイであるシスティナがルキウスに関する情報提供を怠ったこともありルキウス一派の蜂起を許してしまう。
傀儡であり自分を信用していたはずのリシアがルキウス軍の旗頭になっていることや、ヴァリアス率いる近衛兵団が自分に味方せず静観を決め込んだことなど誤算はあったものの、それでも保有する兵士の数はルキウス軍より多く、部下であるガウの活躍もあり当初は戦いを優位にすすめていた。が、リシアの説得でヴァリアスがルキウス軍に加勢したことをきっかけに戦局は逆転。バルシュタインの屋敷を包囲される。隠し通路を通って王城に逃れるが、追撃してきたカイムたちに追い詰められ、討ち取られた。
今際の時、最期の悪あがきとして天使の力を使い再び崩落を起こしたことが都市全体にとって大きく尾を引くことになってしまう。
オズ
声 - 上別府仁資 / 同左
《不触金鎖》の実力者で、ジークの腹心。カイムとも関係が良い。優秀だが、加虐趣味がある。罰用の鞭をコレクションしている。
体験版では顔グラフィックが無かったが、製品版で付加された
クーガー・シルヴァリア
声 - 片岡大二郎 / 松本保典
フィオネの兄。防疫局の部隊長であったが、治癒院の実態に不信を抱き、真相を確かめるため治癒院への侵入を試みるが、捕縛され、表向きは殉職となり他の羽化病患者同様、ギルバルトの実験台にされる。
様々な実験の末に、肌は灰色に染まり、腕は一振りで人間を殺せる程に肥大化、背中からは大きな黒い羽根が広がる異形の姿となる。実験施設が火事になった際に逃走に成功するが、既に正気はほとんど残っておらず、牢獄の各所にある廃墟を根城に脳裏に響く何者かの指示に従うまま人々を惨殺していた。
最後の理性を振り絞ってカイムを通じてフィオネに治癒院の真相を伝え、その後シルヴァリア家家宝の剣で斬られ命を落とした。
ベルナド・ストラウフ
声 - 睦月勇人 / 伊藤健太郎
《風錆》（ふうしょう）の頭。元々は不蝕金鎖の副頭であり、次期頭になると思われていたが、ジークが頭となったため5年前に多くの手下を引き連れて不蝕金鎖を離反、風錆を設立した。現在は不蝕金鎖と牢獄での勢力を二分する組織に成長させている。不蝕金鎖の邪魔をするためなら何でもやり、先代が禁じていた麻薬の取り扱いにも手を出している。
ボルツ・グラード
声 - 飯塚昭三
ジークの父親で《不蝕金鎖》の先代の頭。故人。
ネヴィル
声 - 不明 / 伊藤栄次
ルキウスの父で、先代の執政公だった。かつては政治の中枢にいた人物であり、当時は年若かったギルバルトと共に何らかの研究を進めていたが、ギルバルトに無断で彼の最愛の女性であるクルーヴィスを実験台として用いた結果、その命を奪ってしまう。憤るギルバルトに対し「これは彼女自身が志願したこと」と釈明し「都市の維持のためには必要な犠牲だった」となだめるものの、そのことで彼の憎しみを買ってしまい後にギルバルトにより権力の座から追い落とされることになってしまう。
ギルバルトへの復讐心に燃えるネヴィルだったが、追い打ちをかけるかのように《大崩落》で実子ルキウスを失い、完全に精神に異常をきたすようになる。拾った子供であるアイムをルキウスだと思い込み自分に代わってギルバルトへの復讐を果たす道具となるように育てた。
本当のルキウスがどのような人物であったかは定かではないがネヴィルにとってのルキウスは文武両道の才人であったようで、アイムに対し「理想のルキウス」になるように非常に厳しい教育を施し、何か気に入らないことがある度に暴力を振るっていた。
ルキウス（アイム）の成人後は周りの目から隠されるように邸宅の奥に押し込められ、ほとんど寝たきりの生活を送っているが、何かにつけてはルキウスを呼びつけ彼に暴行を加えている。

## スタッフ
- 制作統括・総指揮 - るね
- シナリオ - 榊原拓 、内田ヒロユキ、安西秀明
- 原画・キャラクターデザイン・カットイン - べっかんこう
- CG統括 - 弥弛
- 背景 - ゆうろ、阿舎利ん_16、北川由貴
- ムービー製作 - 北川由貴
- 音楽 - Active Planets

## 主題歌
オープニングテーマ
「Asphodelus -アスフォデルス-」
作詞・歌 - Ceui / 作曲 - 小高光太郎 / 編曲 - 小高光太郎・スミイ酸 / Mix - スミイ酸
エンディングテーマ
「親愛なる世界へ」
作詞 - hanon / 作曲・編曲・歌 - Ceui / Mix - スミイ酸
挿入歌
「Close My Eyes -クローズ・マイ・アイズ-」
作詞 - さなぎ / 作曲・編曲 - 藤井亮太 / Mix - スミイ酸 / 歌 - Ami Fujisaki
「Tears of Hope -ティアズ・オブ・ホープ-」
作詞・歌 - ЯIRE / 作曲・編曲・Mix - Thomas Bianco

## 関連商品

### CD

#### マキシシングル
Side Connection Musicより発売。
『Asphodelus』
歌 - Ceui 、ЯIRE / 発売 - 2011年4月28日 / SCMN-005
PCゲームオープニングテーマ「Asphodelus」と挿入歌「Tears of Hope」を収録。
『親愛なる世界へ』
歌 - Ceui 、Ami Fujisaki / 発売 - 2011年4月28日 / SCMN-006
PCゲームエンディングテーマ「親愛なる世界へ」と挿入歌「Close My Eyes」を収録。
『穢翼のユースティア -Original CharacterSong Series- EUSTIA』
歌 - ユースティア・アストレア（CV – 南條愛乃） / 発売 - 2011年11月25日 / SCMN-007
オリジナル・キャラクター・ソングSeries.1。「空種－そらたね－」と「Asphodelus」を収録。
『穢翼のユースティア -Original CharacterSong Series- ERIS/FIONE』
歌 - フィオネ・シルヴァリア（CV – 斎藤佑圭） / 発売 - 2012年1月27日 / SCMN-008
歌 - エリス・フローラリア（CV – 浅川悠） / 発売 - 2012年1月27日
オリジナル・キャラクター・ソングSeries.2。「Misty Light」と「Clientes（クリエンテス）の無垢」を収録。
『穢翼のユースティア -Original CharacterSong Series- St.IRENE，LAVRIA / LICIA』
歌 - St.IRENE，LAVRIA　（CV – 岡嶋妙）（CV – 種﨑敦美） / 発売 - 2012年4月27日 / SCMN-010A
歌 - LICIA  （CV – 中村繪里子） / 発売 - 2012年4月27日
オリジナル・キャラクター・ソングSeries.3。「HIKARIのノクターン」と「Buds Crown」を収録。
『穢翼のユースティア -Original CharacterSong Series- CAIM』
歌 - カイム・アストレア　（CV – 近藤隆） / 発売 - 2012年7月27日 / SCMN-011A
オリジナル・キャラクター・ソングSeries.4。ソロ曲「冷花」と、ティアとのデュエット曲「Melt Drops」を収録。

#### オリジナルサウンドトラック
オーガストより発売。
『穢翼のユースティア Original Sound Track』
発売 - 2011年8月26日 / AUG-8701
CD5枚組。テーマソング、全BGMに加え、未使用曲、アレンジメドレー、イベント等で頒布されたアレンジバージョンを収録。

### ドラマCD
マリン・エンタテインメントより発売。
ドラマCD『穢翼のユースティア』プレCD
- 発売日：2011年8月12日 - 8月14日（コミケ会場にて限定数を販売）
- 仕様：ドラマCD＆オリジナルテレホンカード
- 価格：1,500円

ジェネオン・ユニバーサルより発売。
『ドラマCD 穢翼のユースティア』全6巻
- 第1章 〜孤高の聖者〜（feat.聖女イレーヌ）- 2011年10月26日発売 / MMCC-4304
- 第2章 〜運命と選択〜（feat.メルト）- 2011年12月29日発売 / MMCC-4305
- 第3章 〜愚者の涙〜（feat.リシア）- 2012年2月22日発売 / MMCC-4306
- 第4章 〜誰がために剣を〜（feat.フィオネ）- 2012年4月25日発売 / MMCC-4307
- 第5章 〜少女人形〜（feat.エリス）- 2012年6月20日発売 / MMCC-4308
- 第6章 〜邂逅、そして〜（feat.ティア）- 2012年8月10日発売 / MMCC-4309

担当声優は登場人物の項参照。オーガストスタッフ監修の下で書かれたオリジナルエピソードで、それぞれのキャラクターの過去が舞台となっている。ジャケットイラストは、べっかんこう描き下ろし。
6巻ともCD-EXTRA仕様で、PC用データとして壁紙やオリジナルメモ帳ソフトが収録されている。全巻購入特典用の応募券が各巻に封入されている。

### 関連書籍
『TECH GIAN スーパープレリュード「穢翼のユースティア」』（エンターブレイン刊）
発売 - 2010年12月24日 / ISBN 978-4-04-726980-4
キャラクター紹介記事や各種設定資料を掲載。表紙はヒロイン5人。付録DVDには体験版と壁紙やカレンダーなどのアクセサリが収録されている。
『穢翼のユースティア ビジュアルファンブック』（エンターブレイン刊）
発売 - 2011年9月9日 / ISBN 978-4-04-727541-6
PCゲームのビジュアルブック。表紙はティア。

### コミックス
コミカライズ
瀬菜モナコ 『穢翼のユースティア』 角川書店〈角川コミックス・エース〉、全2巻）
1. 2012年12月26日発売、ISBN 978-4-04-120536-5
2. 2013年7月26日発売、ISBN 978-4-04-120743-7
  - 『月刊コンプエース』2012年6月号より2013年8月号まで連載（2012年11月号は休載）。「黒いバケモノ」にティアが襲われて死ぬも蘇生するまでしか描かれておらず、ゲームの序盤（オープニングテーマが流れるまで）で終わっている。

『穢翼のユースティア コミックアンソロジー』（一迅社刊）※一般作品
2011年7月25日発売 / ISBN 978-4-7580-0641-5

### ノベル（小説）
『穢翼のユースティア』（ハーヴェスト出版刊）
黒き羽（フィオネ編） - 2011年（平成23年）11月25日発売 / ISBN 978-4-434-16147-6
蒼き月（エリス編） - 2011年（平成23年）12月20日発売 / ISBN 978-4-434-16148-3
白き聖女（聖女イレーヌ編） - 2012年（平成24年）2月2日発売 / ISBN 978-4-434-16362-3
金色の王女（リシア編） - 2012年（平成24年）3月25日発売 / ISBN 978-4-434-16363-0
混沌の天使（ユースティア編） - 2012年（平成24年）6月20日発売 / ISBN 978-4-434-16575-7
原作：オーガスト　著者：佐々宮ちるだ　原画：べっかんこう
全5巻。ゲーム本編に沿った内容となっている。前述したシナリオ構成の都合上、ティア以外の各ヒロインと結ばれるシーンについては、「Another Way」という別章でカイムが選択しなかった泡沫の夢という形で書かれている。
『穢翼のユースティア Auld Lang Syne《過去編》』（パラダイム刊 まるち文庫）
原作：オーガスト　著者：沖田和彦　イラスト：ぽんじりつ - 2011年（平成23年）12月22日発売 / ISBN 978-4-89490-647-1
ゲーム本編の過去、カイムがまだボルツ・グラードの下で殺し屋をやっていた時代を舞台としている。エリスが監禁されていた家から助け出されるシーン等も挿入されている。内容は著者自身のオリジナルであり、本編で初遭遇するはずのガウがカイムたちと戦うシーンも出てくる。

### インターネットラジオ
インターネットラジオステーション音泉より『オーガスト放送局 あいよくラジオ』が、2011年4月29日から2012年3月30日まで隔週金曜日に配信されていた。パーソナリティはユースティア・アストレア（声 - 南條愛乃）とカイム・アストレア（声 - 近藤隆）。本放送に先立ち、2011年4月15日には第0回が放送された。

#### ラジオCD
Rave Artsより発売。ジャケットはTobi。
- オーガスト放送局 あいよくラジオDJCD Vol.1
  - 2011年10月31日発売　品番RVAR-0001 – RVAR-0002
  - 第0回から第6回までの放送分に加え、スペシャル収録回とティアのキャラクターソング『空種－そらたね－』（ショートver）が収録された2枚組。特典「穢翼のユースティア　解体新書！　拡大版」（ブックレット 8ページ）を封入。
- オーガスト放送局 あいよくラジオDJCD Vol.2
  - 2011年12月31日発売　品番RVAR-0003 – RVAR-0004
  - 第7回から第12回までの放送分に加え、録り下ろしスペシャル回とフィオネのキャラクターソング『Misty Light』（ショートver.）が収録された2枚組。特典「特製のしおり3枚セット」を封入。
- オーガスト放送局 あいよくラジオDJCD Vol.3
  - 2012年3月30日発売　品番RVAR-0005 – RVAR-0006
  - 第13回から第18回までの放送分に加え、録り下ろしスペシャル回とリシアのキャラクターソング『Buds Crown』（ショートver.）が収録された2枚組。特典「特製ステッカー」（リシア）を封入。
- オーガスト放送局 あいよくラジオDJCD Vol.4
  - 2012年6月29日発売　品番RVAR-0007 – RVAR-0008
  - 第19回から第25回（最終回）までの放送分に加え、大分ロケを敢行した録り下ろしスペシャル回とカイム＆ティアのキャラクターソング『Melt Drops』（ショートver.）が収録された2枚組。DJCD Vol.1～Vol.4までの全巻を収納可能なスペシャルBOX仕様。

## 反響

### 販売本数
『穢翼のユースティア Angel's blessing』は発売日である2014年6月26日から2014年12月28日の間に6,334本販売され、2014年期の販売ランキングでは561位であった。

### 批評
『ファミ通』2014年7月3・10日号にて『穢翼のユースティア Angel's blessing』のレビューが掲載された。4人のレビュアーがそれぞれ7, 8, 7, 7点をつけ、40点満点中29点を得た。シナリオに関しては、「シナリオが秀逸で物語に引き込まれてしまう」「切ない雰囲気の物語は胸を打つものがあり、各キャラの心情などがよく描かれていて、考えさせられる」「キャラを攻略するたびに謎が解けていく作りは見事」などの言及があった。ゲームシステムに関しては、選択肢以外のインタラクティブ性がないことを欠点として挙げられたが、タッチ操作やオート機能・スキップ機能に対しては使いやすいとの意見があった。